# イラク日本人外交官射殺事件
イラク日本人外交官射殺事件（イラクにほんじんがいこうかんしゃさつじけん）は、2003年11月29日、イラクへ派遣されていた日本人外交官2人とイラク人運転手が、バグダード北西140kmに位置するティクリート近郊にて、日本大使館の車両で移動中、何者かに射殺された事件である。2024年現在も犯人逮捕には至っておらず、未解決事件となっている。

## 概要
2003年11月29日、午前11時（現地時間）、イラク北部、バグダード北西140kmに位置するティクリート南郊で、奥克彦・駐英参事官と井ノ上正盛・駐イラク三等書記官、それにイラク人の運転手が乗った車両（トヨタ・ランドクルーザー）に、後ろから追いついてきた車が銃を発砲。その後、3人が乗る車は30メートルほど先の農地へ突っ込んだ。近くの店の主人が、車が突っ込んだのに気づき、警察へと通報した。
警察が約1時間後に現場に到着した際には、左ハンドルの車の運転席にいたイラク人運転手と、前方右の座席にいた井ノ上書記官はすでに死亡していた。後部座席にいた奥参事官は、意識はないもののまだ息があり、ティクリートの病院で救命措置を受けたが、午後2時前に死亡した。イラク戦争終戦後、初めての日本人犠牲者であった。
銃弾の鑑定の結果、使用された銃は口径7.62mmで右回り4条の腔線を有する、といった点が明らかにされている。
福田康夫官房長官は、弾丸の痕跡が車の左側に集中していること、金銭などが奪われていないことからみて、「テロの可能性が高い」とし、テロリストによる犯行であるとの見方を示した。イラク暫定内閣のフーシュヤール・ズィバーリ外相は、事件の犯人が旧フセイン政権時代の諜報機関、情報総局の残党による犯行と断定した。警視庁は、死因について奥参事官は左側頭部に受けた銃弾による頭蓋内損傷、井ノ上書記官は左胸を撃たれたことによる失血死と発表した。その後、警視庁公安部外事三課が殺人容疑で捜査し、イラク駐留の米軍などと情報交換して事件の全容解明を進めるとした。

## 疑惑
この事件については、事件発生時の状況、ならびに事件発生後の日・米政府の不可解な対応に関連して、謀殺を疑う様々な議論がある。